# Sophronica grossepunctipennis
Sophronica grossepunctipennis là một loài bọ cánh cứng trong họ Cerambycidae.